# Hämerten
Hämerten là một đô thị thuộc huyện Stendal, bang Sachsen-Anhalt, Đức. Đô thị Hämerten có diện tích 6,74 km², dân số thời điểm ngày 31 tháng 12 năm 2006 là 211 người.